# Leland E. Cunningham
| Entdeckte Asteroiden: 4 | Entdeckte Asteroiden: 4 | Entdeckte Asteroiden: 4 |
| ----------------------- | ----------------------- | ----------------------- |
| Nummer und Name         | Entdeckungsdatum        |                         |
| (2211) Hanuman          | 26. November 1951       |                         |
| (6939) Lestone          | 22. September 1952      |                         |
| (46512) 1951 QD         | 31. August 1951         |                         |
| (99948) 1952 SU1        | 23. September 1952      |                         |
|                         |                         |                         |

Leland Erskin Cunningham (* 19. Februar 1904 in Wiscasset, Maine; † 31. Mai 1989 in Richmond) war ein US-amerikanischer Astronom und Asteroidenentdecker.
Er identifizierte zwischen 1951 und 1952 am Mount-Wilson-Observatorium (IAU-Code 672) in Kalifornien  insgesamt vier Asteroiden.
Darüber hinaus entdeckte er den nichtperiodischen Kometen C/1940 R2 (Cunningham).
Der Asteroid (1754) Cunningham wurde nach ihm benannt.